# Nordpark (Wuppertal)

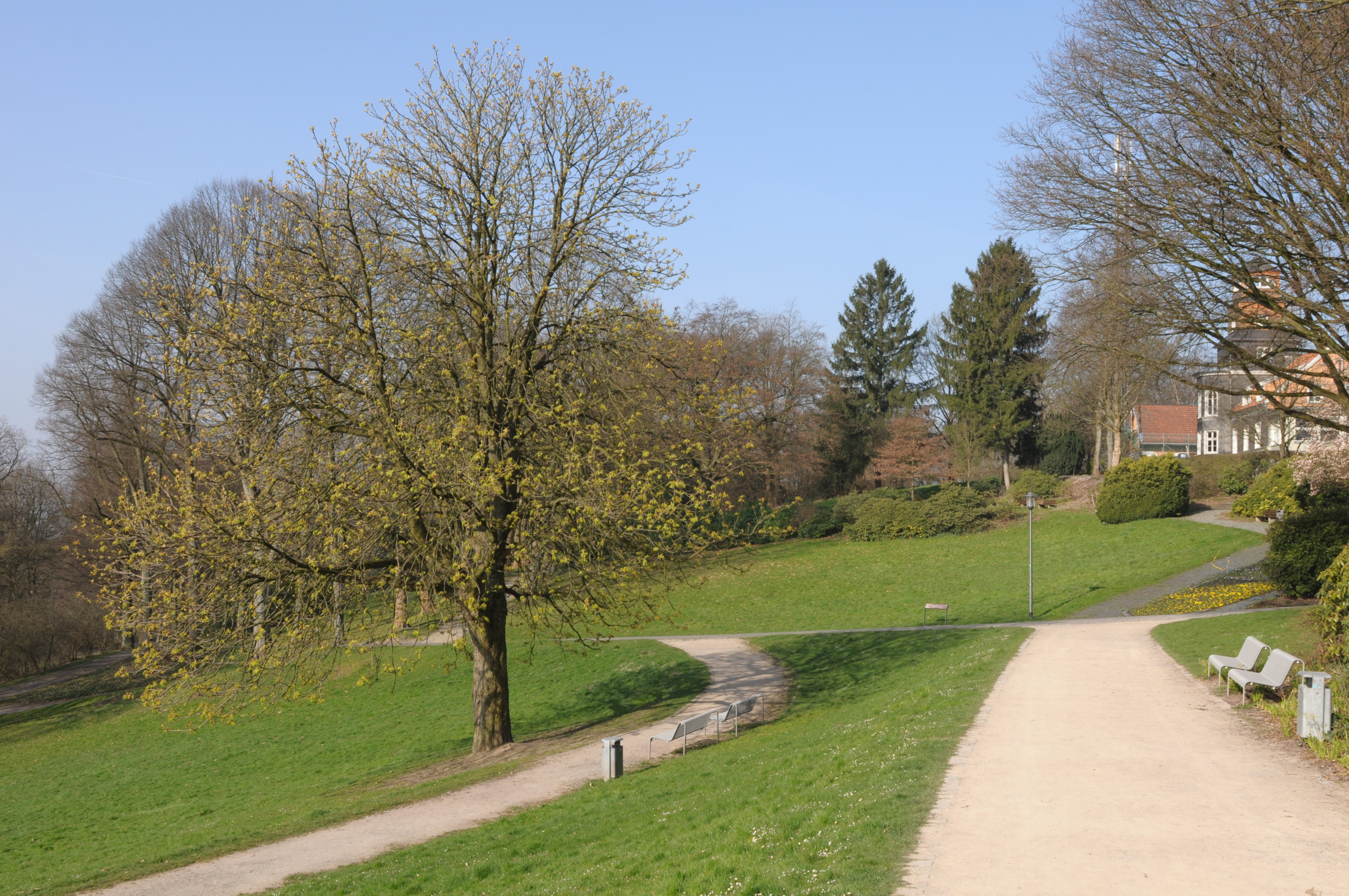
Nordpark im Frühling 2015

Der 33,5 Hektar große Nordpark ist ein Stadtpark im Wuppertaler Stadtteil Barmen und befindet sich auf einem Bergrücken der Wuppertaler Nordhöhen.

## Geschichte
Im Frühjahr 1893 gründete sich der Nordstädter Bürgerverein als Reaktion auf das rasante Wachstum in Wichlinghausen (bzw. Westkotten) und die neue Rheinische Bahnstrecke. Man überlegte, auf den Nordhöhen unverbaute Landschaft zu erhalten, ähnlich wie die Barmer Anlagen auf der anderen Talseite. Dazu wurde das Landgut am Mallack ins Auge gefasst, das der Unternehmer Hugo Greef verkaufen wollte. Der Verein konnte zunächst das Geld dafür nicht aufbringen und sammelte Spenden. 1896 erwarb die Stadt Barmen mit Hilfe des Vereins das Gut Mallack und zwei angrenzende Waldstücke.
Das Gebiet war damals Kulturland der Bauernhöfe und bestand aus Wald- und Buschland, Wiesen, Äckern und Gärten. Der Pächter von Gut Mallack hielt auf den Weiden auch weiterhin Kühe. Diese Landschaft wurde in den nächsten Jahren langsam in einen Park umgestaltet. 1897 wurde eine erste Aussichtsplattform gebaut. und im Gut Mallack ein Ausflugslokal eröffnet.
In einem Teil des waldigen Geländes wird seit 1955 Damwild gehalten. In diesem 3,6 Hektar großen Damwildgehege sind rund 30 Tiere zu finden.
Für überregionales Aufsehen sorgte der Fund eines menschlichen Schädels der im Jahre 2007 nach dem Sturm Kyrill gefunden wurde. Anfangs vermutete man einen archäologischen Fund, oder einen historischen Mordfall. Jedoch konnte der Wuppertaler Archäologe Jörg Scheidt später belegen, dass es sich bei dem Fragment um einen modernen Fund handelte.
Im Oktober 2024 wurde der Nordpark in das europäische Gartennetzwerk aufgenommen.

## Beschreibung

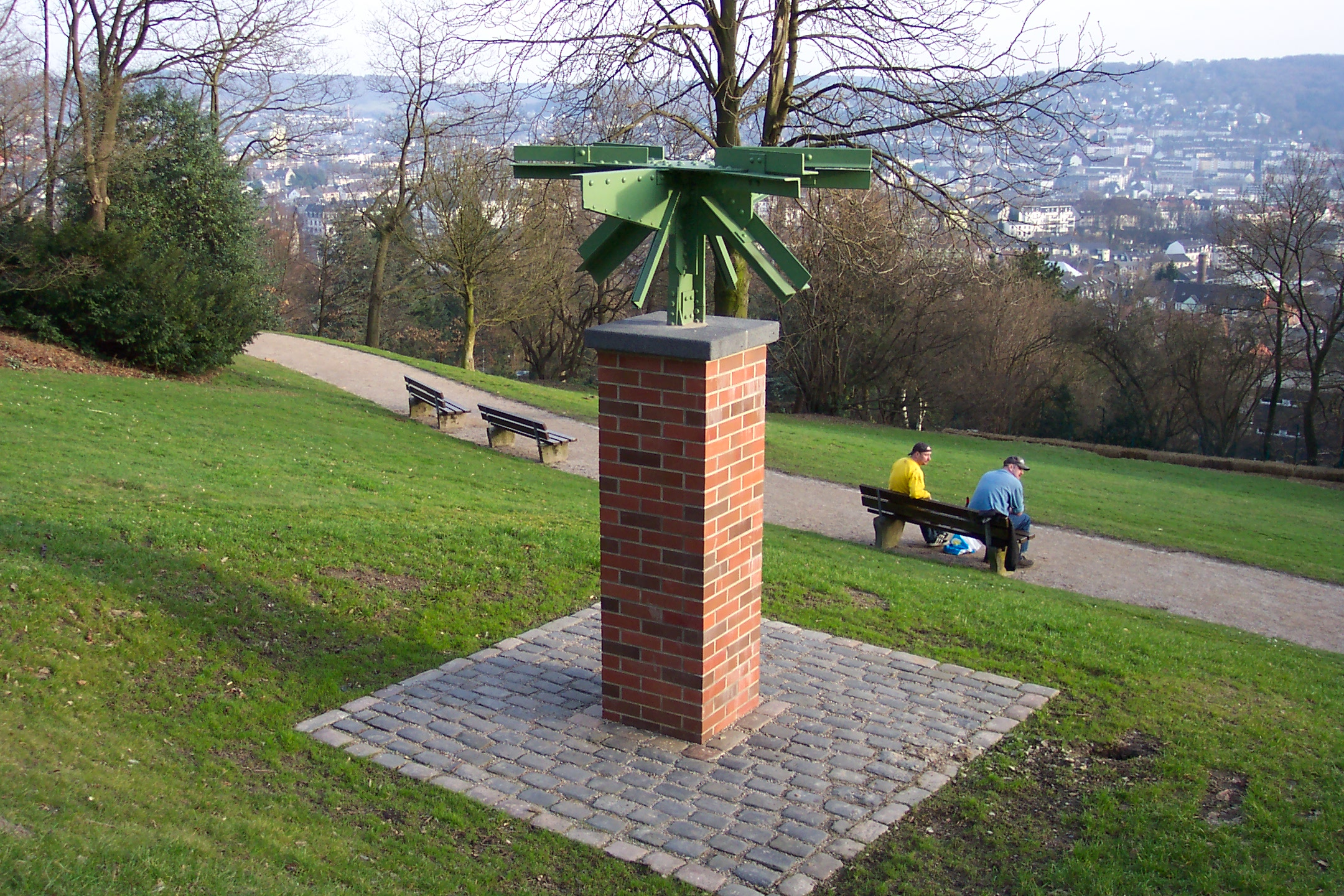
Ein Teil des Schwebebahn-Gerüstes, das in den 1990ern ausgetauscht wurde

Ein auf das Gut Mallack zurückgehendes Ausflugslokal, die Turmterrassen, liegt im Zentrum des Parks, auf 273 m über NN (auch Wollspinnersberg genannt). Zwischen den Bäumen hat man eine gute Aussicht auf den Stadtteil Barmen und Langerfeld, auf den gegenüberliegenden Anhöhen im Süden liegen Lichtscheid, die Barmer Anlagen und der Barmer Wald. Zahlreiche Monumente bzw. Denkmäler befinden sich in dem Park.
Auf der rückseitigen, nördlichen Seite verläuft die Bundesautobahn 46 (A 46). Am östlichen Hang ist eine kleine Kleingartensiedlung zu finden, im Süden, in der Nähe der Evangelistenschule Johanneum, liegen die Friedhöfe in der Hugostraße. Wenn man die A 46 im Norden über eine Fußgängerbrücke überquert oder weiter westlich durch eine Unterführung geht, erreicht man eine größere Kleingartensiedlung.
Durch den Nordpark führt ein 9,5 Kilometer langer Geologie-Lehrpfad (Geopfad), der am Gymnasium Sedanstraße beginnt und im Naturschutzgebiet Dolinengebiet im Hölken endet.
Am östlichen Ende des Nordparks liegt die 2016 fertiggestellte Aussichtsplattform „Skywalk“ Der Zugang erfolgt über die Märkische Straße oder Hugostraße.

## Denkmäler
- Das Uthmann-Denkmal (zu Ehren Gustav Adolf Uthmann)
- Ein von den Wuppertaler Stadtwerken AG 2004 aus einem Altgerüst restaurierter Schwebebahnknoten
- Das Denkmal für die Begründer des Nordstädter Bürgerverein e. V. (NBV)
- Das Schwarz-Weiss-Ehrenmal zu Ehren der Kriegsgefallenen
- Das Heimkehrer-Mahnmal
- Die Ernst-Pauksch-Hütte